# Đảo Teuri
Đảo Teuri (天売島 (Thiên Mại đảo) Teuri-tō) là một hòn đảo nằm ở bờ biển phía tây của Hokkaidō, trong vùng biển Nhật Bản. Nó có diện tích 5,5 kilômét vuông (2,1 dặm vuông Anh). Teuri cùng với hòn đảo Yagishiri gần đó là một phần của thị trấn Haboro, huyện Tomamae, phó tỉnh Rumoi. Đảo Teuri có sự suy giảm dân số đáng kể. Năm 1947, hòn đảo có 2.051 người, năm 1972 đã giảm xuống 1.030, và năm 2010 chỉ còn 366 người.
Teuri nằm về phía tây của đảo Yagashiri. Giữa hai hòn đảo là kênh Musashi. Phía bắc của đảo là ngọn hải đăng Teuritō. Phía tây nam của đảo là những vách đá bên bờ biển, độ cao tăng dần tới 184,5 mét, điểm cao nhất của đảo.
Năm 1786, hòn đảo từng là cơ sở đánh bắt Cá trích Thái Bình Dương.
Đảo Teuri còn được biết đến là nơi trú ẩn và làm tổ của một số loài chim biển như Alca, Mòng biển đuôi đen... thuộc khu vực bảo vệ tự nhiên của Quốc định Vườn quốc gia Shokanbetsu-Teuri-Yagishiri. Trên đảo có 4 địa điểm được xây dựng để cho du khách ngắm nhìn các loài chim biển.